# Katedra w Mogadiszu
Katedra w Mogadiszu – świątynia katolicka w Mogadiszu w Somalii, siedziba ordynariusza miejscowej diecezji, zburzona przez ekstremistów islamskich w 2008.

## Historia

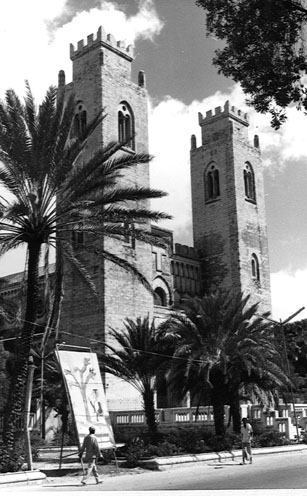
Katedra przed zburzeniem

Została zbudowana przez kolonistów włoskich w 1928, gdy Mogadiszu podniesiono do rangi diecezji. Miasto było wówczas stolicą Somali Włoskiego. Katedra miała być kopią katedry w Cefalù na Sycylii, stylem architektonicznym przypominała więc gotycką architekturę normańską. Została poświęcona w 1928.
W jej wnętrzu 9 lipca 1989 został zastrzelony biskup Mogadiszu Salvatore Colombo, w czasie sprawowania eucharystii.
Katedra została zburzona przez muzułmanów w 2008. Świątynia była też wcześniej kilkakrotnie łupiona.